# Metodo kernel

Esempio di SVM dove i campioni di training in 2D sono rimappati su di uno 3D

In informatica, i metodi kernel sono una classe di algoritmi per l'analisi di schemi, il cui elemento maggiormente conosciuto sono le macchine a vettori di supporto (SVM).

## Descrizione
Lo scopo generale dell'analisi di schemi è di trovare e studiare tipi generici di relazioni (come gruppi, posizioni, componenti principali, correlazioni, classificazioni) e in generale tipi di dati (sequenze, documenti testuali, insiemi di punti, vettori, immagini ecc.).
I metodi kernel si approcciano al problema mappando i dati in uno spazio di caratteristiche multidimensionale, dove ogni coordinata corrisponde a una caratteristica dei dati dell'elemento, trasformando i dati in un insieme di punti dello spazio euclideo.
Poiché la mappatura può essere generale (non necessariamente lineare, ad esempio), le relazioni trovate in questo modo risultano di conseguenza molto generali. I metodi kernel  sono così chiamati per le funzioni kernel usate per operare nello spazio delle caratteristiche senza necessità di calcolare le coordinate dei dati nello spazio, ma soltanto il prodotto interno tra le immagini di tutte le coppie di dati nello spazio funzione. Tale operazione risulta spesso computazionalmente più conveniente rispetto al calcolo esplicito delle coordinate, e viene chiamata "stratagemma del kernel" (kernel trick). Funzioni kernel sono state proposte per diversi tipi di strutture dati quali sequenze, grafi, testi, immagini e vettori.
Gli algoritmi capaci di operare con i kernel comprendono le macchine a vettori di supporto, processi gaussiani, l'analisi discriminante lineare di Fisher, l'analisi delle componenti principali (PCA), l'analisi di correlazione canonica, la regressione della cresta, il raggruppamento spettrale, i filtri adattivi lineari e molti altri.